# 路德 (愛荷華州)
路德（英語：Luther）是一個位於美國愛荷華州布恩縣的城市。

## 地理
路德的座標為41°58′02″N 93°49′07″W / 41.96722°N 93.81861°W，而該地的平均海拔高度為333米（即1093英尺）。

## 人口
根據2010年美國人口普查的數據，路德的面積為2.02平方千米，均為陸地。當地共有人口122人，而人口密度為每平方千米60人。